# Cypa pallens
Cypa pallens är en fjärilsart som beskrevs av Jordan 1926. Cypa pallens ingår i släktet Cypa och familjen svärmare. Inga underarter finns listade i Catalogue of Life.